# Kučinoerabu-džima
Kučinoerabu-džima nebo Kučinoerabudžima je ostrov nepravidelného tvaru (4 × 10 km), nacházející se v severní části japonského souostroví Rjúkjú, asi 15 km západně od ostrova Jakušima. Východní část ostrova je pokryta skupinou stratovulkánů Furu-take, Šin-take a Noike, seřazených paralelně s Rjúkjuským příkopem. Nejvyšší z nich je Furu-take (657 m n. m.), který je zároveň nejvyšším bodem ostrova. Na severozápadním okraji Furu-take se nachází aktivní vulkán Šin-take. Od roku 1840 bylo zaznamenáno několik středně silných freatických erupcí, největší se odehrála na jaře v roce 1931. Poslední erupce v květnu 2015 způsobila dočasné vysídlení všech obyvatel ostrova.
V roce 2010 žilo na ostrově Kučinoerabu-džimě okolo 140 obyvatel. Od roku 2016 je ostrov součástí biosférické rezervace zapsané na seznam biosférických rezervací UNESCO.